# Angle de pennation
En Biomécanique, l'angle de pennation[réf. nécessaire] est l'angle que forment les fibres musculaires par rapport à l'axe selon lequel le muscle exerce une force de contraction concentrique (ou excentrique). L'augmentation de l'angle de pennation des fibres musculaires induit une augmentation de la force que le muscle peut délivrer; c'est une conséquence trigonométrique de l'orientation des fibres musculaires par rapport à l'axe du tendon sur lequel elles sont insérées. En revanche, et contrairement à ce que l'on peut penser, il a été démontré que l'angle de pennation augmente avec l'entraînement, soit avec l'augmentation de diamètres des fibres musculaires — capables de produire des efforts plus importants —, et en fonction du nombre de cycles de contraction. Ceci correspond à une adaptation musculaire "temps réel" à l'effort.